# Sequoyah
Sequoyah (ᏍᏏᏉᏯ S-si-quo-ya in Cherokee), conosciuto anche come George Gist, o George Guess (Tuskegee, 1770  circa – Tamaulipas, agosto 1843) fu un nativo americano Cherokee che inventò nel 1821 il sillabario Cherokee.
È uno dei pochissimi casi dell'invenzione di un alfabeto efficace ed originale da parte di un membro di una popolazione non alfabetizzata che sia storicamente documentato (un altro caso è quello del cinese Shong Lue Yang). L'alfabeto di Sequoyah venne rapidamente adottato dal popolo Cherokee e si arrivò alla situazione in cui il livello di alfabetizzazione del popolo nativo americano superò quello degli euro-americani delle zone circostanti.

## Riconoscimenti
Gli sono stati intitolati le sequoie, la contea di Sequoyah, in Oklahoma e il monte Sequoyah (m 1830), al confine tra Tennessee e Carolina del Nord. Inoltre la Sequoyah's Cabin, una capanna di tronchi dove visse dal 1829 al 1843, è stata dichiarata National Historic Landmark nel 1965.